# Italiaans front (Eerste Wereldoorlog)
Het Italiaanse front (Italiaans: Fronte italiano; Duits: Gebirgskrieg, "Bergoorlog" of Südwestfront) verwijst naar een reeks veldslagen die uitgevochten werden tussen de legers van Oostenrijk-Hongarije en Italië, met de hulp van haar bondgenoten, in Noord-Italië van 1915 tot 1918. Italië hoopte dat ze door het meedoen aan de oorlog aan de kant van de landen van de Triple Entente tegen de Centralen Cisalpijns Tirol (hedendaagse provincies Trente en Zuid-Tirol), het Küstenland en Noord-Dalmatië zou krijgen. Hoewel Italië had gehoopt dat het de oorlog zou beginnen met een verrassingsoffensief, zodat ze snel een aantal Oostenrijkse steden konden veroveren, liep de oorlog al gauw vast in een loopgravenoorlog vergelijkbaar met het westfront in Frankrijk. maar op grote hoogtes en met extreem koude winters. Het vechten langs het front verplaatste een groot deel van de lokale bevolking, en enkele duizenden burgers stierven door ondervoeding en ziekte in Italiaanse en Oostenrijk-Hongaarse vluchtelingenkampen.

## Verloop
Het Italiaanse offensief in Zuid-Tirol en aan de Soča rivier bij Kobarid (met als doel Triëst) liepen al snel vast op Oostenrijk-Hongaarse tegenstand in Istrië en Tirol.Toen Duitsland zijn bondgenoot Oostenrijk-Hongarije te hulp schoot, werd het Italiaanse leger in de Slag bij Caporetto vernietigend verslagen, en werden delen van de provincie Venetië bezet. Het Oostenrijkse offensief werd Venetië met Frans/Engelse hulp tegengehouden. Pas toen Oostenrijk-Hongarije door de oorlog uiteenviel, konden de Italianen grote delen van Tirol en Slovenië bezetten, waarna ze delen van die landen mochten behouden, als beloning voor de oorlog (pact van Londen).
De uitputtende oorlog eiste zeer veel slachtoffers. Aan Italiaanse zijde werden 650.000 doden geteld, aan Oostenrijkse zijde circa 400.000. 

### Slagen van Isonzo in 1915
Het Italiaans offensief was gericht op het oversteken van de Soča (Isonzo) rivier, het innemen van de vestingstad Gorizia en vervolgens het betreden van het Karstplateau. Met dit offensief begonnen de eerste Slagen van de Isonzo.

Bij het begin van de Eerste Slag van de Isonzo op 23 juni 1915 overtroffen Italiaanse troepen de Oostenrijkers met een verhouding van drie op één, maar slaagden er niet in de sterke Oostenrijks-Hongaarse verdedigingslinies in de hooglanden van noordwestelijk Gorizia en Gradisca te doorbreken. Omdat de Oostenrijkse troepen hoger gelegen terrein bezetten, voerden de Italianen moeilijke offensieven uit tijdens het klimmen. De Italiaanse troepen slaagden er daarom niet in ver te komen voorbij de rivier, en de slag eindigde op 7 juli 1915.

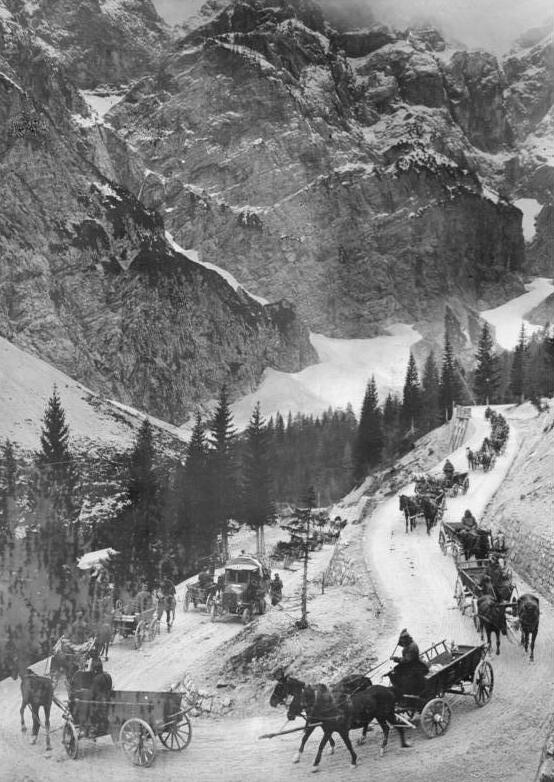
Bevoorrading van het Oostenrijks-Hongaarse leger.

Ondanks een professioneel officierskorps ontbrak het Italiaanse troepen ernstig aan uitrusting.Veel troepen hadden ook een diepe afkeer van de nieuw benoemde Italiaanse commandant, generaal Luigi Cadorna. Bovendien vertraagden bestaande tekorten aan uitrusting en munitie de voortgang en frustreerden alle verwachtingen voor een "Napoleontische stijl" doorbraak. Net als de meeste legers gebruikte het Italiaanse leger voornamelijk paarden voor transport, maar worstelde en faalde soms om de troepen voldoende te bevoorraden in het ruige terrein.
Twee weken later, op 18 juli 1915, probeerden de Italianen een andere frontale aanval tegen de Oostenrijks-Hongaarse loopgravenlinies met meer artillerie in de Tweede Slag van de Isonzo. In het noordelijke gedeelte van het front slaagden de Italianen erin de berg Batognica over Kobarid (Caporetto) te overspoelen, wat een belangrijke strategische waarde zou hebben in toekomstige gevechten. Dit bloederige offensief eindigde in een patstelling toen beide zijden zonder munitie kwamen te zitten.
De Italianen herstelden zich, herbewapenden met 1200 zware kanonnen en lanceerden op 18 oktober 1915 de Derde Slag van de Isonzo, opnieuw een aanval. De strijdkrachten van Oostenrijk-Hongarije wisten dit Italiaanse offensief af te slaan, dat op 4 november eindigde zonder resulterende winsten.
Op 10 november lanceerden de Italianen opnieuw een offensief, de Vierde Slag van de Isonzo. Beide zijden leden meer slachtoffers, maar de Italianen veroverden belangrijke verschansingen, en de strijd eindigde op 2 december wegens totale tekorten van munitie, hoewel incidenteel schermutselingen aanhielden.
Na de winterpauze lanceerden de Italianen de Vijfde Slag van de Isonzo op 9 maart 1916 en veroverden de strategische berg Sabatino. Maar Oostenrijk-Hongarije wist alle andere aanvallen af te slaan, en de strijd eindigde op 16 maart in slecht weer voor loopgravenoorlogvoering.

### Het Asiago-offensief
Na de patstelling van Italië begonnen de Oostenrijks-Hongaarse troepen een tegenoffensief te plannen Slag bij Asiago in Trente en gericht over het plateau van Altopiano di Asiago, met als doel door te breken naar de vlakte van de rivier de Po en zo de 2e, 3e en 4e Italiaanse legers in het noordoosten van het land af te snijden. Het offensief begon op 15 mei 1916 met 15 divisies en haalde in het begin aanvankelijke winsten, maar vervolgens lanceerden de Italianen een tegenaanval en duwden de Oostenrijks-Hongaarse troepen terug naar Tirol.

### Latere gevechten aan de Isonzo
In 1916 braken nog vier gevechten uit langs de rivier de Isonzo. De Zesde Slag van de Isonzo, gelanceerd door de Italianen in augustus, resulteerde in meer succes dan de eerdere aanvallen. Het offensief leverde niets van strategische waarde op, maar nam wel Gorizia in, wat het Italiaanse moreel versterkte. De Zevende, Achtste en Negende slagen aan de Isonzo (14 september - 4 november) slaagden erin weinig te bereiken, behalve het verzwakken van de uitgeputte legers van beide landen.
Het aantal  offensieven waaraan de Italiaanse soldaten deelnamen tussen mei 1915 en augustus 1917, één elke drie maanden, was hoger dan wat gevraagd werd door de legers aan het Westfront. De Italiaanse discipline was ook strenger, met straffen voor overtredingen van de plicht die er niet waren in de Duitse, Franse en Britse legers.
Artillerievuur in het rotsachtige terrein veroorzaakte 70% meer slachtoffers per afgevuurde granaat dan op de zachte grond in België en Frankrijk. Tegen de herfst van 1917 had het Italiaanse leger het grootste deel van de sterfgevallen geleden die het tijdens de oorlog zou oplopen, maar het einde van de oorlog leek nog steeds een eeuwigheid weg. Dit gold niet voor de Oostenrijks-Hongaarse troepen. Op 25 augustus schreef keizer Karel het volgende: "De ervaring die we hebben opgedaan in de elfde slag heeft me doen geloven dat we het veel slechter zouden doen in de twaalfde. Mijn commandanten en dappere troepen hebben besloten dat zo'n ongelukkige situatie zou kunnen worden voorkomen door een offensief. Maar we hebben niet de benodigde middelen wat betreft troepen.

### Linea Cadorna
Italië legde een verdedigingslinie aan langs de Zwitserse grens uit angst, dat Oostenrijk via Zwitserland zou aanvallen. De Linea Cadorna loopt van de Gran San Bernardo in het oosten, in de regio Valle d’Aosta, via 
Piemonte naar de bergen boven Bergamo, in Lombardije. Ze is genoemd naar de Italiaanse stafchef Luigi Cadorna.

### 1917: Duitsland komt aan het front

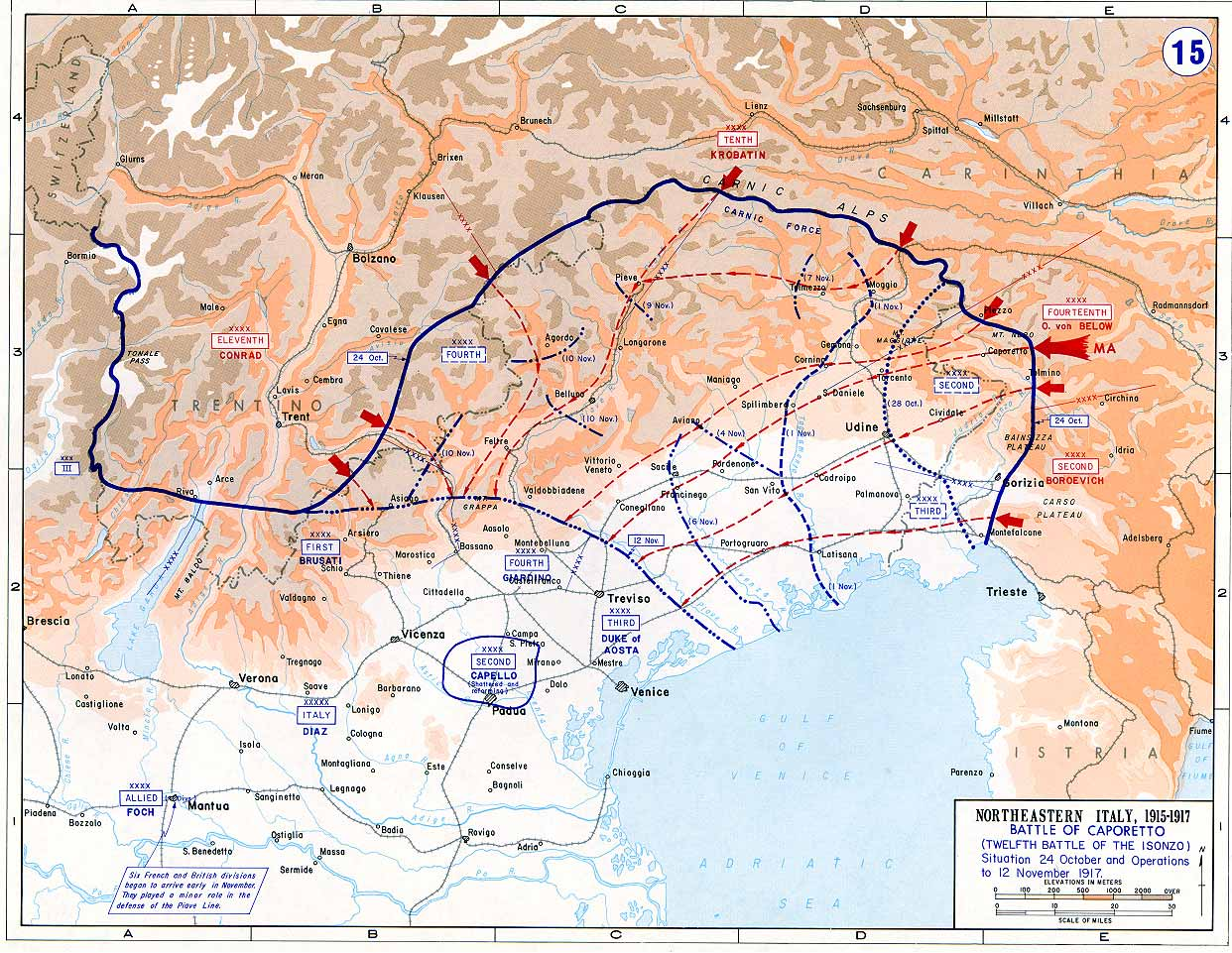
De slag om Caporetto

De Italianen lanceerden een tweeledige aanval tegen de Oostenrijkse linies ten noorden en oosten van Gorizia. De Oostenrijkers hielden de opmars naar het oosten tegen, maar Italiaanse troepen onder Luigi Capello slaagden erin de Oostenrijkse linies te doorbreken en het Banjšice Plateau te veroveren. Kenmerkend voor bijna elk ander theater van de oorlog bevonden de Italianen zich op het randje van de overwinning, maar konden ze die niet veiligstellen omdat hun bevoorradingslijnen de troepen aan het front niet konden bijhouden, en ze gedwongen waren zich terug te trekken. Desondanks hadden de Italianen, ondanks zware verliezen, het Oostenrijks-Hongaarse leger bijna uitgeput en verslagen aan het front, waardoor ze gedwongen waren om Duitse hulp in te roepen voor het langverwachte Caporetto-offensief.
De Oostenrijks-Hongaarse troepen ontvingen broodnodige versterkingen na de Elfde Slag bij de Isonzo van Duitse leger soldaten die werden ingezet nadat het Russische offensief onder Kerensky van juli 1917 mislukte. Ook kwamen er Duitse troepen van het Roemeense front na de Slag bij Mărășești. De Duitsers introduceerden infiltratietactieken aan het Oostenrijks-Hongaarse front en werkten mee aan een nieuw offensief. Ondertussen verlamden muiterijen en gekelderde moraal het Italiaanse leger van binnenuit. De soldaten leefden onder slechte omstandigheden en voerden aanval na aanval uit die vaak minimale of geen militaire winst opleverden.
Op 24 oktober 1917 lanceerden de Oostenrijks-Hongaarse en Duitse troepen de Slag bij Caporetto (Italiaanse naam voor Kobarid of Karfreit in het Duits). Chloor-arseenagent en diphosgeengasgranaten werden afgevuurd als onderdeel van een enorme artilleriebarrage, gevolgd door infanterie die infiltratietactieken gebruikte, waarbij vijandelijke sterke punten werden omzeild en op de Italiaanse achterhoede werd aangevallen. Aan het einde van de eerste dag waren de Italianen 19 kilometer teruggetrokken naar de rivier de Tagliamento.
Toen het Oostenrijks-Hongaarse offensief de Italianen overrompelde, beval de nieuwe Italiaanse chef-staf, Armando Diaz, om hun terugtocht te stoppen en de versterkte verdediging rond de top van de Monte Grappa tussen de bergen Roncone en Tomatico te verdedigen. Hoewel numeriek inferieur (51.000 tegen 120.000), slaagde het Italiaanse leger erin het Oostenrijks-Hongaarse en Duitse leger te stoppen in de Eerste Slag bij Monte Grappa.

### 1918: Het einde van de oorlog
Tweede Slag aan de Piave-rivier (juni 1918)

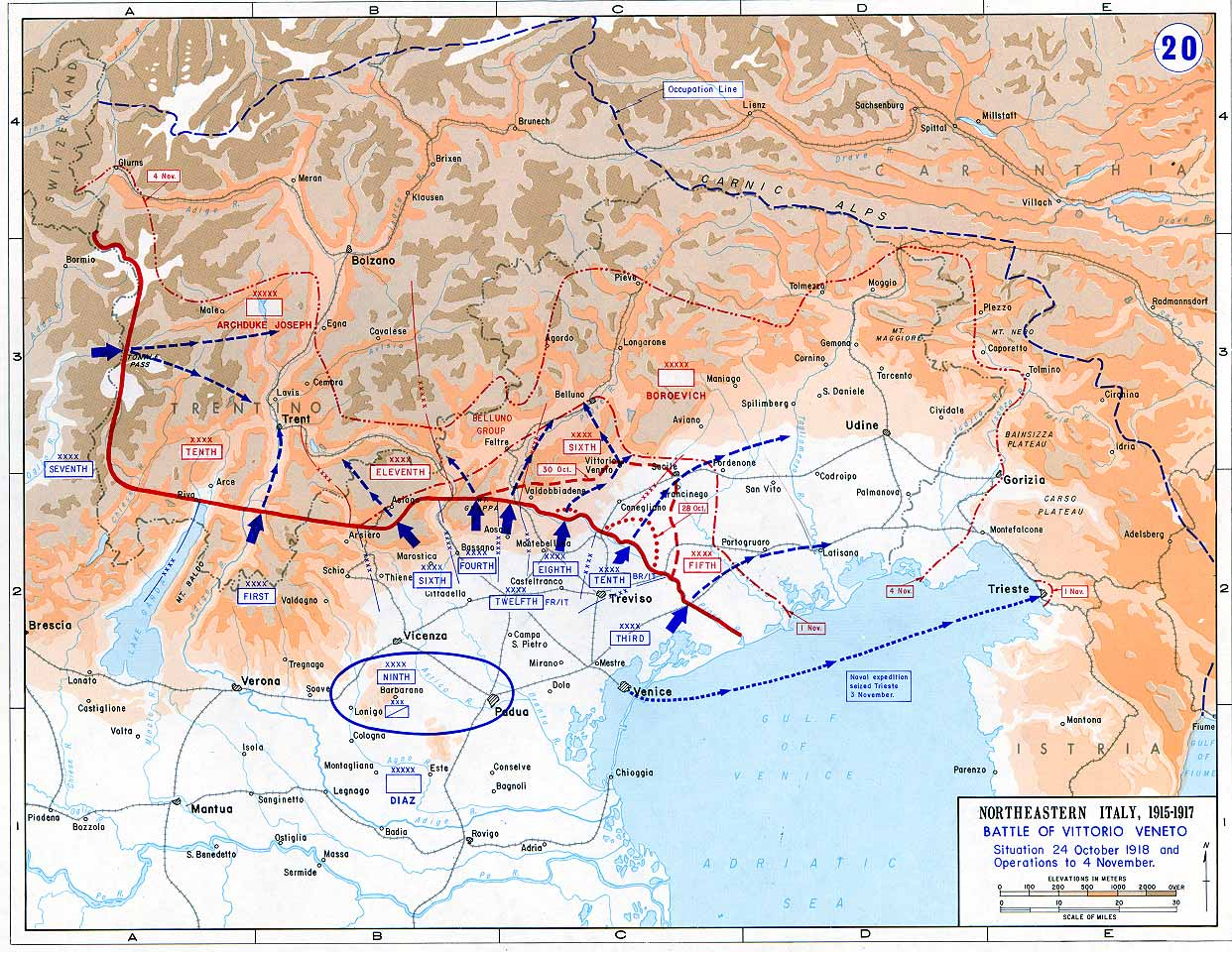
Italiaanse front aan het begin van 1918

Diep en snel oprukkend, liepen de Oostenrijks-Hongaarse troepen hun bevoorradingslijnen voorbij, wat hen dwong om te stoppen en zich te hergroeperen. De Italianen, teruggedrongen naar defensieve linies nabij Venetië aan de rivier de Piave, hadden tot dat moment 600.000 slachtoffers geleden in de oorlog. Vanwege deze verliezen riep de Italiaanse regering de zogenaamde 99 Boys (Ragazzi del '99) op; de nieuwe lichting dienstplichtigen geboren in 1899 die in 1917 achttien werden. In november 1917 begonnen Britse en Franse troepen de frontlinie te versterken, elk met respectievelijk 5 en 6 divisies. Veel beslissender voor de oorlogsinspanning dan hun troepen was de economische steun van de geallieerden door het verstrekken van strategische materialen (staal, kolen en gewassen - geleverd door de Britten maar geïmporteerd uit Argentinië - enz.), waar het Italië altijd ernstig aan ontbrak. In het voorjaar van 1918 haalde Duitsland zijn troepen terug voor gebruik in het aanstaande lenteoffensief aan het Westfront. Als gevolg van het lenteoffensief trokken ook Groot-Brittannië en Frankrijk de helft van hun divisies terug naar het Westfront.
De Oostenrijks-Hongaarse leiders begonnen nu te debatteren over hoe ze de oorlog in Italië konden beëindigen. De Oostenrijks-Hongaarse generaals waren het oneens over hoe het laatste offensief moest worden uitgevoerd. Aartshertog Joseph Augustus van Oostenrijk koos voor een tweeledig offensief, waarbij het onmogelijk zou zijn voor de twee strijdkrachten om in de bergen met elkaar te communiceren.
De Tweede Slag aan de Piave-rivier begon met een afleidingsaanval bij de Tonale-pas genaamd Operation Lawine, die de Italianen afweerden na twee dagen vechten. Oostenrijks-Hongaarse deserteurs verraadden de doelen van het komende offensief, waardoor de Italianen twee legers rechtstreeks in de weg van de Oostenrijkse aanvalstroepen konden plaatsen. De andere aanvalstroep, onder leiding van generaal Svetozar Boroević von Bojna, boekte aanvankelijk succes totdat vliegtuigen hun bevoorradingslijnen bombardeerden en Italiaanse versterkingen arriveerden.
Tot teleurstelling van de bondgenoten van Italië volgde er geen tegenoffensief na de Slag bij de Piave. Het Italiaanse leger had enorme verliezen geleden in de slag en beschouwde een offensief als gevaarlijk. Generaal Armando Diaz wachtte op meer versterkingen vanuit het Westfront. Tegen het einde van oktober 1918 bevond Oostenrijk-Hongarije zich in een wanhopige situatie. Tsjecho-Slowakije, Kroatië en Slovenië verklaarden hun onafhankelijkheid en delen van hun troepen begonnen te deserteren, bevelen te negeren en zich terug te trekken. Veel Tsjecho-Slowaakse troepen begonnen zelfs voor de Geallieerde zaak te werken, en in september 1918 werden vijf Tsjecho-Slowaakse regimenten gevormd in het Italiaanse leger.
In oktober 1918 had Italië eindelijk genoeg troepen om een offensief te lanceren. De aanval was gericht op Vittorio Veneto, aan de overkant van de Piave. Het Italiaanse leger brak door een bres bij Sacile en stuurde versterkingen die de Oostenrijks-Hongaarse defensieve linie verpletterden. Op 31 oktober lanceerde het Italiaanse leger een grootschalige aanval en de hele frontlinie begon in te storten. Op 3 november gaven 300.000 Oostenrijks-Hongaarse soldaten zich over, op dezelfde dag betraden de Italianen Trente en Triëst, begroet door de lokale bevolking.
Op 3 november stuurden de militaire leiders van het al uit elkaar gevallen Oostenrijk-Hongarije een vlag van wapenstilstand naar de Italiaanse commandant om opnieuw om een wapenstilstand en vredesvoorwaarden te vragen. De voorwaarden werden per telegraaf geregeld met de geallieerde autoriteiten in Parijs, gecommuniceerd naar de Oostenrijks-Hongaarse commandant en werden geaccepteerd. De wapenstilstand met Oostenrijk werd op 3 november ondertekend in de Villa Giusti, nabij Padua, en trad in werking om drie uur 's middags op 4 november. Oostenrijk en Hongarije tekenden afzonderlijke wapenstilstanden na de val van de Habsburgse monarchie en de ineenstorting van het Oostenrijks-Hongaarse rijk.